# Reinhard Buchwald
Ernst Reinhard Buchwald (* 2. Februar 1884 in Großenhain; † 13. Januar 1983 in Heidelberg) war ein deutscher Literatur- und Kulturhistoriker sowie einer der Begründer der deutschen Volkshochschulbewegung und Vertreter der Thüringer Richtung der Erwachsenenbildung.

## Leben

### Herkommen und Studium
Der Sohn des Tuchfabrikanten Oscar Buchwald besuchte von 1890 bis 1893 die Bürgerrealschule in Großenhain und bekam 1897 eine Freistelle an der Königlichen Fürsten- und Landesschule zu St. Augustin in Grimma, die er bis zu seinem Abitur 1903 besuchte. Im selben Jahr gewann Buchwald mit einer Preisarbeit das Goethe-Stipendium, das ihm die Möglichkeit eröffnete, an der Universität zu studieren.
Im Sommersemester 1903 studierte er an der Universität München Kunstgeschichte, Klassische Philologie und deutsche Literaturgeschichte unter anderem bei Adolf Furtwängler. Zudem hörte er Vorlesungen in Geschichte, Musik und Philosophie. Im selben Jahr wechselte er an die Universität Jena, wo unter anderem Albert Köster, Karl Lamprecht, Eduard Sievers, Jakob Zeidler seine Lehrer waren. 1906 wurde er an der Universität Leipzig mit einer Dissertation mit dem Thema „Joachim Greff. Untersuchungen über die Anfänge des Renaissancedramas in Sachsen“, die von Albert Köster betreut wurde, promoviert. Nach Unterbrechung durch seine Berufstätigkeit studierte Buchwald im Sommersemester 1913 an der Universität Heidelberg Volkswirtschaftslehre.

### Beruf und Militärdienst
Seine erste Stelle hatte Buchwald als wissenschaftlicher Mitarbeiter beim Insel-Verlag Leipzig, wo er von 1910 bis 1912 Prokurist war. 1912 wurde er zum Militärdienst eingezogen, leistete von 1914 bis 1915 Dienst als freiwilliger Krankenpfleger des Roten Kreuzes im Kriegslazarett Laon und diente danach bis 1918 an der Ostfront. 1918 bekam er die Aufgabe eines wissenschaftlichen Mitarbeiters im Amt für Demobilmachung Weimar übertragen.
Nach dem Krieg nahm er zunächst eine Anstellung als Beirat und Leiter der Vertriebsabteilung im Eugen Diederichs-Verlag Jena an, bevor er 1919 als Mitbegründer der Volkshochschule Thüringen in Jena einer der Väter der Volkshochschulbewegung wurde. 1920 bis 1923 und nochmals 1925 bis 1930 war er Geschäftsführer des Vereins Volkshochschule Thüringen, daneben wissenschaftlicher Berater im Verlag Herrmann Böhlau Weimar. Außerdem war er von 1922 bis 1930 als Regierungsrat im Thüringischen Ministerium für Volksbildung Weimar tätig. Von 1927 bis 1933 war Buchwald Vorsitzender des Reichsverbandes Deutscher Volkshochschulen.

### Lehrtätigkeit
Buchwald hatte ab 1925 einen Lehrauftrag an den Wohlfahrtsschulen Weimar und Jena. Von 1929 bis 1930 war er Lehrbeauftragter für Theorie und Praxis der Erwachsenenbildung an der Universität Jena. 1930 bekam er eine Anstellung als Lehrer an der Odenwaldschule in Heppenheim und 1932 einen Lehrauftrag für Erwachsenenbildung an der Universität Heidelberg. Der Lehrauftrag wurde mit den Jahren erweitert für die Fächer Pädagogik (1932), Bildungsphilosophie bei Schiller und Goethe (1934), Deutsche Bildungsgeschichte (1941) und Deutsche Literaturgeschichte (1943).
Ab 1944 lehrte Buchwald als Honorarprofessor für Bildungsgeschichte und Literaturgeschichte an der Universität Heidelberg. Im Übrigen hatte er 1945 die Funktion eines Erziehungsdirektors der Stadt Heidelberg inne. 1952 trat Buchwald in den Ruhestand. Entsprechend seiner jeweiligen Funktionen oder Lehraufträge lagen Buchwalds Forschungsschwerpunkte in Pädagogik und Erwachsenenbildung, Kultur und Bildungsgeschichte sowie Deutscher Klassik.
Reinhard Buchwald gehörte nie der NSDAP an.
Der Sohn von Reinhard Buchwald, Konrad Buchwald, war Botaniker, Naturschützer und Landschaftsplaner und hat 1971 am ersten Entwurf für das Bundesnaturschutzgesetz entscheidend mitgewirkt.

## Ehrungen
- 1954 Verdienstkreuz 1. Klasse des Verdienstordens der Bundesrepublik Deutschland
- 1955 Dr. phil. h. c. der Universität Jena
- 1955 Nationalpreis für Wissenschaft und Technik der DDR
- 1975 Großes Verdienstkreuz des Verdienstordens der BRD

## Mitgliedschaften
- 1923 Mitbegründer des Hohenrodter Bundes
- 1927 Mitbegründer des Reichsverbands der Deutschen Volkshochschulen
- 1951 Mitglied des Deutschen Germanistenverbandes
- 1948 bis 1952 Ausschußmitglied der Deutschen Schillergesellschaft Marbach am Neckar
- Mitglied der Goethe-Gesellschaft Weimar.

## Werke
- Die Wissenschaft vom deutschen Nationalcharakter. 60 S. Jena. Diederichs (1917)
- Die Bildungsinteressen der deutschen Arbeiter. 36 S. Tübingen. Mohr (1934)
- Schiller Bd. 1: Der junge Schiller. 366 S. Leipzig. Insel-Verlag. (1937)
- Schiller Bd. 2: Wander- u. Meisterjahre 519 S. Leipzig. Insel-Verlag. (1937)
- Führer durch Goethes Faustdichtung. Erklärung des Werkes und Geschichte seiner Entstehung. 499 S. Stuttgart. Kröner (1942; 8. Auflage 1983).
- Das Vermächtnis der deutschen Klassiker. 190 S. Leipzig. Insel-Verlag. (1944)
- Schiller und Beethoven. Zur Wesensgestalt deutscher Klassik. Ein Vortrag. Kemper, Waibstadt –  Heidelberg 1946
- Goethe und das deutsche Schicksal. Grundlinien einer Lebensgeschichte. 387 S. München. Münchner Verlag. (1948)
- Goethezeit und Gegenwart. Die Wirkungen Goethes in der deutschen Geistesgeschichte. 38 S. Stuttgart, Kröner (1949)
- Reinhard Buchwald: Miterlebte Geschichte. Lebenserinnerungen 1884–1930 (= Studien und Dokumentationen zur deutschen Bildungsgeschichte. Bd. 44). Hrsg. von Ulrich Herrmann. Böhlau, Köln/Weimar/Wien 1992.